# Tipula (Vestiplex) adungensis
Tipula (Vestiplex) adungensis is een tweevleugelige uit de familie langpootmuggen (Tipulidae). De soort komt voor in het Oriëntaals gebied.